# Saison 2 de Star Butterfly
Chronologie
Saison 1 Saison 3
Cet article recense la liste des épisodes de la deuxième saison de la série d'animation américaine Star Butterfly diffusée du 11 juillet 2016 au 27 février 2017 sur Disney XD.

## Épisodes
| No. de série | No. de saison | Titre                                                       | Réalisation                          | Scénario                                                                                          | Première diffusion | Première diffusion |
| --- | ------------- | ----------------------------------------------------------- | ------------------------------------ | ------------------------------------------------------------------------------------------------- | ------------------ | ------------------ |
| 14a | 1a            | Ma nouvelle baguette My New Wand                            | Dominic Bisignano & Aaron Hammersley | Dominic Bisignano, Evon Freeman, & Aaron Hammersley                                               | 11 juillet 2016    | 9 octobre 2016     |
| Cette section est vide, insuffisamment détaillée ou incomplète. Votre aide est la bienvenue ! Comment faire ?                         |               |                                                             |                                      |                                                                                                   |                    |                    |
| 14b | 1b            | Ludo à l'état sauvage Ludo in the Wild                      | Dominic Bisignano & Aaron Hammersley | Dominic Bisignano, Aaron Hammersley, & Jushtin Lee                                                | 11 juillet 2016    | 9 octobre 2016     |
| Ludo a été jeté en pleine nature. Il doit faire face aux éléments naturels et combattre les créatures                                 |               |                                                             |                                      |                                                                                                   |                    |                    |
| 15a | 2a            | La journée d'orientation Mr. Candle Cares                   | Giancarlo Volpe (en)                 | Le Tang & Giancarlo Volpe                                                                         | 18 juillet 2016    | 16 octobre 2016    |
| Star se rebelle quand le conseiller d'orientation lui dit que son destin est gravé dans la pierre. - Invité : Dave Allen (Mr. Candle) |               |                                                             |                                      |                                                                                                   |                    |                    |
| 15b | 2b            | La ceinture rouge Red Belt                                  | Piero Piluso                         | John Mathot & Piero Piluso                                                                        | 18 juillet 2016    | 16 octobre 2016    |
| |               |                                                             |                                      |                                                                                                   |                    |                    |
| 16a | 3a            | Star à vélo Star on Wheels                                  | Piero Piluso                         | Zach Marcus & Brett Varon                                                                         | 25 juillet 2016    | 23 octobre 2016    |
| |               |                                                             |                                      |                                                                                                   |                    |                    |
| 16b | 3b            | Va chercher Fetch                                           | Dominic Bisignano & Aaron Hammersley | Dominic Bisignano, Evon Freeman, Aaron Hammersley, & Aleth Romanillos                             | 25 juillet 2016    | 23 octobre 2016    |
| - Invitées : Mayim Bialik (Willoughby), Amy Sedaris (Lydia)                                                                           |               |                                                             |                                      |                                                                                                   |                    |                    |
| 17a | 4a            | Star en fuite Star vs. Echo Creek                           | Giancarlo Volpe                      | Dominic Bisignano, Sage Cotugno, Amelia Lorenz, Le Tang, & Giancarlo Volpe                        | 1er août 2016      | 30 octobre 2016    |
| - Invitéé : Yvette Nicole Brown (Brigid)                                                                                              |               |                                                             |                                      |                                                                                                   |                    |                    |
| 17b | 4b            | Baguette tragique Wand to Wand                              | Giancarlo Volpe                      | Dominic Bisignano, Aaron Hammersley, Le Tang, & Giancarlo Volpe                                   | 1er août 2016      | 30 octobre 2016    |
| |               |                                                             |                                      |                                                                                                   |                    |                    |
| 18a | 5a            | Sœurs de boue Starstruck                                    | Dominic Bisignano & Aaron Hammersley | Tyler Chen                                                                                        | 8 août 2016        | 6 novembre 2016    |
| - Invitée : Amy Sedaris (Mina Loveberry)                                                                                              |               |                                                             |                                      |                                                                                                   |                    |                    |
| 18b | 5b            | Camping Camping Trip                                        | John Infantino & Piero Piluso        | John Infantino, Brandon Kruse, & Piero Piluso                                                     | 8 août 2016        | 6 novembre 2016    |
| |               |                                                             |                                      |                                                                                                   |                    |                    |
| 19a | 6a            | Mission Têtarsitting Starsitting                            | Piero Piluso                         | Zach Marcus & Brett Varon                                                                         | 15 août 2016       | 13 novembre 2016   |
| |               |                                                             |                                      |                                                                                                   |                    |                    |
| 19b | 6b            | Le bon, les brutes et le maïs On the Job                    | Piero Piluso                         | John Mathot & Piero Piluso                                                                        | 15 août 2016       | 13 novembre 2016   |
| |               |                                                             |                                      |                                                                                                   |                    |                    |
| 20a | 7a            | Les hot-dogs Lutin Goblin Dogs                              | Dominic Bisignano & Aaron Hammersley | Dominic Bisignano, Evon Freeman, John Infantino, & Aleth Romanillos                               | 12 septembre 2016  |                    |
| - Invité : Jerry Trainor (Roy) |               |                                                             |                                      |                                                                                                   |                    |                    |
| 20b | 7b            | L'Art et la manière By the Book                             | Giancarlo Volpe                      | Sage Cotugno & Amelia Lorenz                                                                      | 12 septembre 2016  |                    |
| |               |                                                             |                                      |                                                                                                   |                    |                    |
| 21a | 8a            | Réunion de famille Game of Flags                            | Piero Piluso                         | Evon Freeman, John Mathot, & Piero Piluso                                                         | 19 septembre 2016  |                    |
| |               |                                                             |                                      |                                                                                                   |                    |                    |
| 21b | 8b            | Maire de la salle de colle Girls' Day Out                   | Giancarlo Volpe                      | Dominic Bisignano, Aaron Hammersley, Le Tang, & Giancarlo Volpe                                   | 19 septembre 2016  |                    |
| |               |                                                             |                                      |                                                                                                   |                    |                    |
| 22a | 9a            | Le Jeu de la vérité Sleepover                               | Piero Piluso                         | Zach Marcus & Brett Varon                                                                         | 26 septembre 2016  |                    |
| - Invité : Sean Schemmel (La boîte de la vérité)                                                                                      |               |                                                             |                                      |                                                                                                   |                    |                    |
| 22b | 9b            | La Carte cadeau Gift of a Card                              | Dominic Bisignano & Aaron Hammersley | Annisa Adjani & Natasha Kline                                                                     | 26 septembre 2016  |                    |
| - Invité : Chris Tergliafera (Rasticore)                                                                                              |               |                                                             |                                      |                                                                                                   |                    |                    |
| 23a | 10a           | Ennemitié inattendue Friendennemies                         | Giancarlo Volpe                      | Sage Cotugno & Amelia Lorenz                                                                      | 3 octobre 2016     |                    |
| - Invité : Nick Lachey (Justin Towers)                                                                                                |               |                                                             |                                      |                                                                                                   |                    |                    |
| 23b | 10b           | Krapotoro mène l'enquête Is Mystery                         | Dominic Bisignano & Aaron Hammersley | Mark Ackland, Dominic Bisignano, Riccardo Durante, & Jushtin Lee                                  | 3 octobre 2016     |                    |
| |               |                                                             |                                      |                                                                                                   |                    |                    |
| 24a | 11a           | Larry la vorace Hungry Larry                                | Dominic Bisignano & Aaron Hammersley | Mark Ackland, Dominic Bisignano, Riccardo Durante, & Aaron Hammersley                             | 10 octobre 2016    |                    |
| - Invité : Billy West (Larry) |               |                                                             |                                      |                                                                                                   |                    |                    |
| 24b | 11b           | Chapeau bas ! Spider with a Top Hat                         | Piero Piluso                         | Zach Marcus, Piero Piluso, & Brett Varon                                                          | 10 octobre 2016    |                    |
| - Invités : Steve Little (Araignée), Eric Christian Olsen (Pierre), Ron Lynch (Narwahl Husband), Maria Bamford (en) (Make-up Blast)   |               |                                                             |                                      |                                                                                                   |                    |                    |
| 25a | 12a           | Immersion totale Into the Wand                              | Dominic Bisignano & Aaron Hammersley | Dominic Bisignano, Aaron Hammersley, & Jushtin Lee                                                | 7 novembre 2016    |                    |
| |               |                                                             |                                      |                                                                                                   |                    |                    |
| 25b | 12b           | Le Jeudi de l'Amitié Pizza Thing                            | Piero Piluso                         | Evon Freeman, John Mathot, Piero Piluso, & Cassie Zwart                                           | 7 novembre 2016    |                    |
| |               |                                                             |                                      |                                                                                                   |                    |                    |
| 26a | 13a           | Chapitre interdit Page Turner                               | Piero Piluso                         | Zach Marcus & Brett Varon                                                                         | 14 novembre 2016   |                    |
| |               |                                                             |                                      |                                                                                                   |                    |                    |
| 26b | 13b           | Naysaya, la malédiction Naysaya                             | Giancarlo Volpe                      | Dominic Bisignano, Evon Freeman, Aaron Hammersley, John Infantino, Le Tang, & Giancarlo Volpe     | 14 novembre 2016   |                    |
| |               |                                                             |                                      |                                                                                                   |                    |                    |
| 27 | 14            | Le retour de Bon Bon Bon Bon the Birthday Clown             | Giancarlo Volpe                      | Dominic Bisignano, Sage Cotugno, Aaron Hammersley, Amelia Lorenz, & Le Tang                       | 21 novembre 2016   |                    |
| |               |                                                             |                                      |                                                                                                   |                    |                    |
| 28a | 15a           | À la recherche de Glossaryck Raid the Cave                  | Giancarlo Volpe                      | Sage Cotugno & Amelia Lorenz                                                                      | 6 février 2017     |                    |
| |               |                                                             |                                      |                                                                                                   |                    |                    |
| 28b | 15b           | Tours de passe-passe Trickstar                              | Dominic Bisignano & Aaron Hammersley | Jushtin Lee & Sarah Oleksyk                                                                       | 7 février 2017     |                    |
| - Invité : "Weird Al" Yankovic (Preston Change-O)                                                                                     |               |                                                             |                                      |                                                                                                   |                    |                    |
| 29a | 16a           | L’Évolution de Star Baby                                    | Giancarlo Volpe                      | Evon Freeman & Le Tang                                                                            | 8 février 2017     |                    |
| - Invitée : Melissa Rauch (Bébé) |               |                                                             |                                      |                                                                                                   |                    |                    |
| 29b | 16b           | L’extraordinaire voyage de Marco Running with Scissors      | Piero Piluso                         | Gina Gress & John Mathot                                                                          | 9 février 2017     |                    |
| - Invitée : Zosia Mamet (Hekapoo) |               |                                                             |                                      |                                                                                                   |                    |                    |
| 30a | 17a           | La Boucle temporelle Mathmagic                              | Dominic Bisignano & Aaron Hammersley | Mark Ackland & Riccardo Durante                                                                   | 13 février 2017    |                    |
| - Invités : Jim Gaffigan (Le Père du Temps), Carl Weathers (Omnitraxus Prime)                                                         |               |                                                             |                                      |                                                                                                   |                    |                    |
| 30b | 17b           | Sauvons le Nuage-Club ! The Bounce Lounge                   | Piero Piluso & Brett Varon           | Zach Marcus & Brett Varon                                                                         | 14 février 2017    |                    |
| - Invitées : Constance Shulman (Milly), Dana Davis (Kelly)                                                                            |               |                                                             |                                      |                                                                                                   |                    |                    |
| 31a | 18a           | Ne reste pas de glace Crystal Clear                         | Giancarlo Volpe                      | Sage Cotugno & Amelia Lorenz                                                                      | 15 février 2017    |                    |
| |               |                                                             |                                      |                                                                                                   |                    |                    |
| 31b | 18b           | L'apprenti magicien The Hard Way                            | Dominic Bisignano & Aaron Hammersley | Sarah Oleksyk & Cassie Zwart                                                                      | 16 février 2017    |                    |
| |               |                                                             |                                      |                                                                                                   |                    |                    |
| 32a | 19a           | Règlement de comptes Heinous                                | Brett Varon                          | Gina Gress & John Mathot                                                                          | 20 février 2017    |                    |
| |               |                                                             |                                      |                                                                                                   |                    |                    |
| 32b | 19b           | Les Valeurs du karaté All Belts are Off                     | Giancarlo Volpe                      | Evon Freeman & Le Tang                                                                            | 21 février 2017    |                    |
| |               |                                                             |                                      |                                                                                                   |                    |                    |
| 33a | 20a           | La Mascotte d'Echo Creek Collateral Damage                  | Dominic Bisignano & Aaron Hammersley | Tyler Chen & Jushtin Lee                                                                          | 22 février 2017    |                    |
| |               |                                                             |                                      |                                                                                                   |                    |                    |
| 33b | 20b           | Amis pour la vie Just Friends                               | Brett Varon                          | Zach Marcus & Brett Varon                                                                         | 23 février 2017    |                    |
| - Invité : Nick Lachey (Justin Towers)                                                                                                |               |                                                             |                                      |                                                                                                   |                    |                    |
| 34 | 21            | Une tradition musicale (Partie 1) Face the Music (Partie 1) | Giancarlo Volpe                      | Dominic Bisignano, Sage Cotugno, Aaron Hammersley, Amelia Lorenz, Sarah Oleksyk, & Cassie Zwart   | 27 février 2017    |                    |
| - Invités : Patrick Stump (Ruberiot), Atticus Shaffer (Dennis)                                                                        |               |                                                             |                                      |                                                                                                   |                    |                    |
| 35 | 22            | La Déclaration (Partie 2) Starcrushed (Partie 2)            | Dominic Bisignano & Aaron Hammersley | Dominic Bisignano, Tyler Chen, Evon Freeman, Gina Gress, Aaron Hammersley, John Mathot, & Le Tang | 27 février 2017    |                    |
| |               |                                                             |                                      |                                                                                                   |                    |                    |